# Food Force
Food Force est un jeu vidéo de stratégie et un serious game, développé par Deepend et Playerthree, sorti pour Windows et Mac OS en 2005. Il est présenté comme le « premier jeu vidéo humanitaire éducatif ».
Ce jeu vidéo vient d'une initiative du programme alimentaire mondial de l'ONU. Il est destiné à sensibiliser les enfants au problème de la faim dans le monde : « Food Force va susciter l'intérêt des enfants et leur faire comprendre que c'est la faim qui tue plus de gens que le sida, le paludisme, et la tuberculose réunies ».

## Principe
Le jeu est lancé le 14 avril 2005 à Bologne en Italie. Le jeu est téléchargeable gratuitement depuis le site officiel. Du fait de son poids (227 Mo pour la version Windows, 198 pour la version Mac), les joueurs sont invités à le graver sur CD-Rom pour le distribuer autour d'eux.
L'initiative est remarquée par les acteurs de l'industrie du jeu. Certains d'entre eux offrent leur aide comme Yahoo! Games qui met le jeu à disposition sur ses serveurs ou Ubisoft, Konami et Shanda qui aide à le traduire. Développé en partenariat avec Ubisoft, la version française du jeu est disponible depuis la mi-octobre 2006 (auparavant, il existait en anglais, japonais, chinois, italien ou polonais) sur le site officiel. Le projet recherche des traducteurs pour traduire le jeu en d'autres langues et toucher un plus large public. Toutefois, le jeu n'est pas sous licence libre.
Le jeu est un succès comme en témoignent les 4 millions de téléchargements effectués depuis son lancement (chiffres de novembre 2006 ). Le site officiel propose également des informations sur les crises actuelles et des documents pour aider les enseignants à traiter le sujet en cours.

## Système de jeu
Le joueur est placé sur Sheylan, une île fictive de l'Océan Indien en guerre. Il doit réussir à nourrir le plus de personnes possibles. Pour cela, un budget de 30 centimes par personne est alloué.
Le jeu est destiné aux 8-13 ans.

### Missions
Les missions sont destinés à montrer les différentes étapes de l'aide alimentaire :
- Mission 1 (Air Surveillance) : le joueur contrôle un hélicoptère et doit repérer les personnes affamées.
- Mission 2 (Energy Pacs) : le joueur doit créer un régime équilibré pour les habitants.
- Mission 3 (Air Drop) : le joueur doit distribuer la nourriture en avion.
- Mission 4 (Locate and Dispatch) : le joueur doit gérer les achats et transports de nourriture.
- Mission 5 (Food Run) : le joueur doit guider un convoi de nourriture.
- Mission 6 (Future Farming) : le joueur doit aider les habitants à reconstruire leur habitation.